# Herde

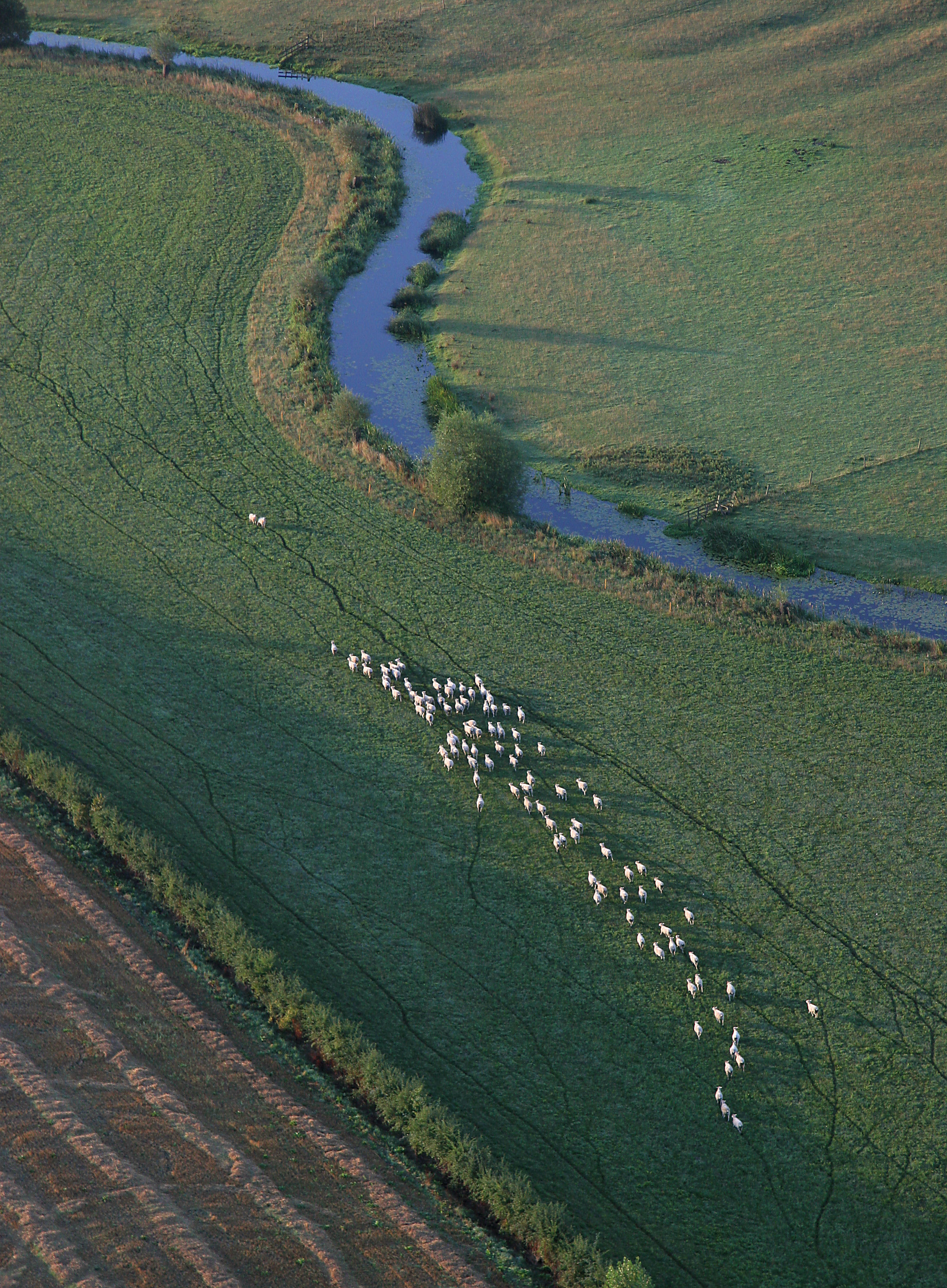
Schafherde in Mittelengland

Als Herde bezeichnet man in der Zoologie überwiegend eine Ansammlung großer, in der Regel gleichartiger ebenerdig-laufend (kursorial) lebender, oft ausschließlich pflanzenfressender Amnioten, vor allem großer Säugetiere und großer Laufvögel. Die Bezeichnung ist unabhängig davon, ob es sich um Wildtiere oder um Haustiere handelt. Insbesondere in Herden zusammenlebende, sowohl wilde als auch domestizierte, Huftiere werden als Herdentiere bezeichnet.

## Struktur
Bei einer Herde handelt es sich um einen mehr oder weniger einheitlich koordinierten Sozialverband von weniger als zehn bis einigen tausend Individuen. Je nach Größe kann eine Herde ein anonymer Sozialverband sein, in dem die meisten Individuen einander nicht kennen, oder ein individualisierter Sozialverband, in dem die Tiere miteinander vertraut sind. Unter bestimmten Umständen vereinigen sich vor allem bei Wiederkäuern (Ruminantia) kleinere Gruppen, bei denen die Gruppenmitglieder engere Bindungen zueinander haben, zu großen anonymen Herden. Solche großen Herden können dann auch aus Tieren verschiedener Arten zusammengesetzt sein, beispielsweise aus Gnus, Zebras und Straußen.
Kleinere Herden können entweder locker und ohne ein (permanent) führendes Tier organisiert sein, wie bei männlichen Hirschen außerhalb der Paarungszeit, oder hierarchisch mit einem Leit- oder Alphatier, wie bei Pferden. Das Herdenverhalten ist von vielen Faktoren abhängig, sei es die Verfügbarkeit der Nahrung, sei es artspezifisches Fortpflanzungsverhalten. Durch eine große Herde mit vielen wachsamen Tieren sinkt die Wahrscheinlichkeit für das einzelne Tier, von einem Raubtier erbeutet zu werden. Pinguine stehen beim Überwintern in großer Zahl dicht zusammen, das reduziert den Verlust an Körperwärme. Das Herdenverhalten gilt als evolutionäre Anpassung.
Der Herdentrieb (oder Herdeninstinkt) ist die zu beobachtende Tendenz, dass viele Tierarten ein Zusammenleben in größeren Verbänden (Herde, Rudel, Schwarm) praktizieren, wobei auch Arbeitsteilung und Hierarchien erkennbar sind.

## Vergleichbare Bezeichnungen
Vergleichbar ist die Herde mit dem Rudel bei Landraubtieren (wie dem Wolf), der Schule bei Meeressäugetieren (wie Delfinen und anderen Walen) und dem Schwarm bei Insekten, Fischen und Vögeln.
In der Jägersprache werden Herden oft mit artspezifischen Namen belegt, so Rotte bei Wildschweinen, Rudel bei Hirschen, Sprung bei Rehen.
Die jüngere zoologische und verhaltensbiologische Literatur verwendet auch Anglizismen, beispielsweise Clan für Familienverband oder Pack für Rudel.

## Sprachgeschichte

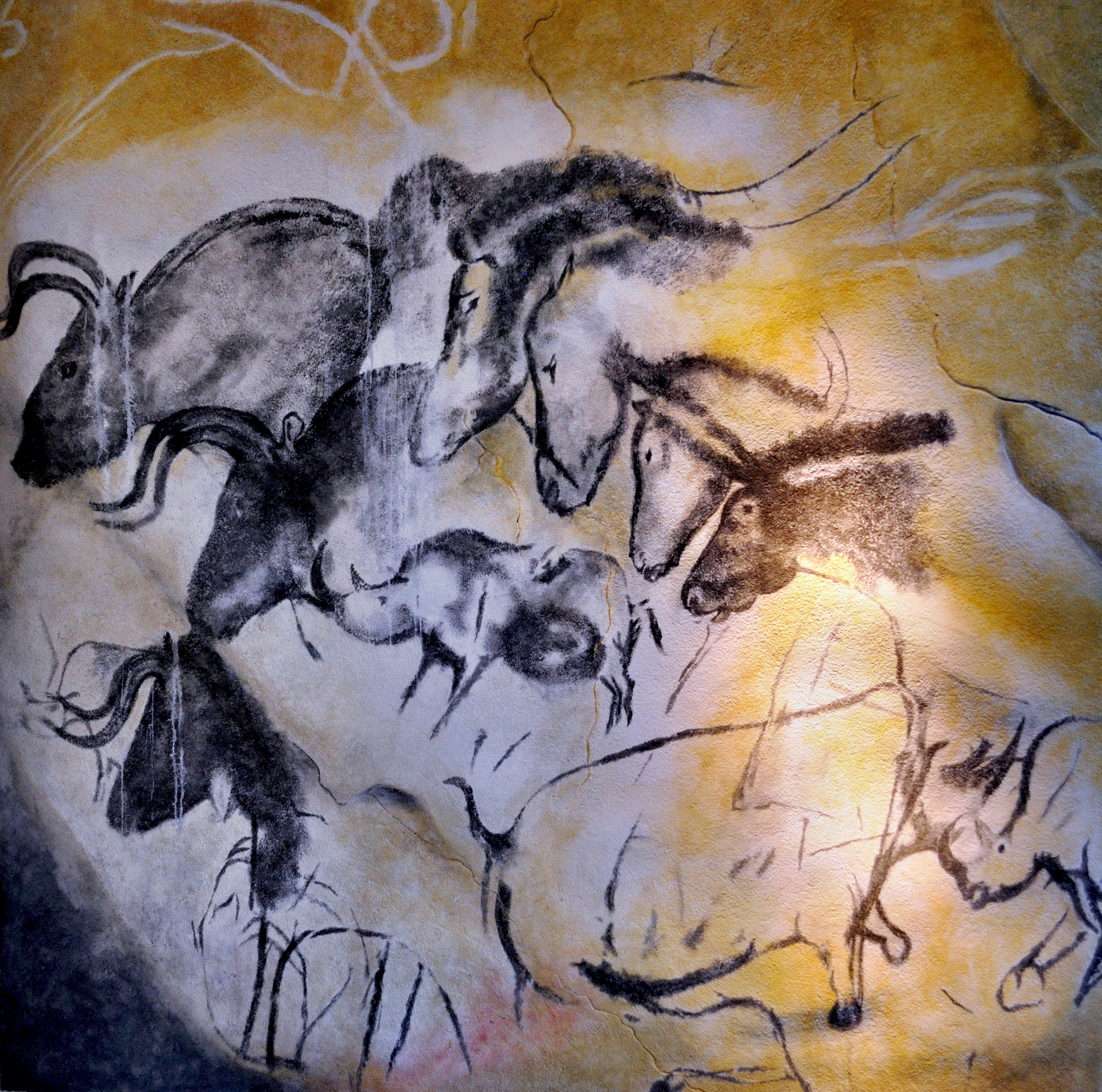
Künstlerische Darstellung von Auerochsen, Wildpferden und Nashörnern in der Chauvet-Höhle

Das deutsche Wort Herde lässt sich auf das mittelhochdeutsche Wort hert, das althochdeutsche herta sowie, über akademische Rekonstruktion, auf das germanische *herdō zurückführen. Entsprechungen finden sich in west- und nordgermanischen Sprachen sowie im Altkirchenslawischen, welche auf die voreinzelsprachliche Rekonstruktion *kerdhā mit der Bedeutung „Reihe, Herde, Gruppe von Tieren“ zurückgeführt werden. Das d im Neuhochdeutschen hat sich wohl unter Einfluss des Niederdeutschen entwickelt.
Aufgrund des gemeinsamen indoeuropäischen Ursprungs ähneln dem sowohl die Worte cordd für „Stamm, Gruppe, Schar“ im Kymrischen bzw. kórthys für „Getreidehaufen, Garbe“ im Griechischen als auch deren Entsprechungen. Das ähnlich klingende Wort Horde ist etymologisch nicht verwandt.

## Ur- und Frühgeschichte
In steinzeitlichen Höhlenmalereien sind frei zusammengestellte Tierherden ein häufiges Motiv. In der Paläontologie verwendete man neben Fossilien auch die künstlerischen Darstellungen der noch wildlebenden Herdentiere um Rückschlüsse auf die damalige Wildfauna und die Stammesgeschichte der heutigen Herdentiere zu ziehen. Auch heutige Vorstellungen von der Lebensweise der Steinzeitmenschen konnten unter anderem aus Gemälden mit Tierherden abgeleitet werden. Als Nomaden lebende Menschen folgten den jahreszeitlichen Wanderungen der wildlebenden Tierherden. In Afrika in den wechselfeuchten Tropen folgen wildlebende Herden den Regenzeiten. Im Laufe von Jahrtausenden kam es bei einigen Herdentierarten zur Domestikation.

## Geschichtliche Zeit

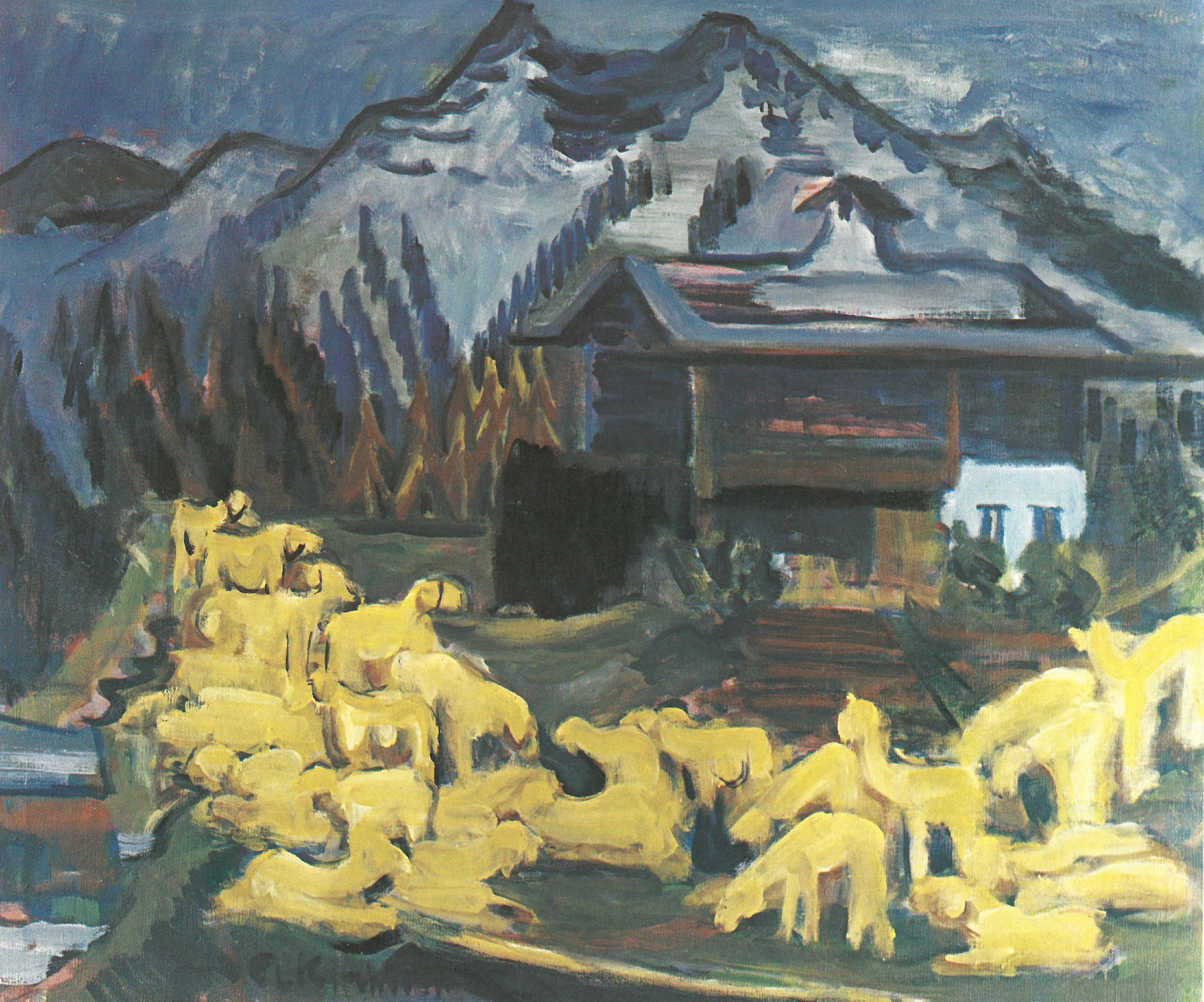
Ernst Ludwig Kirchner, Schafherde, 1938

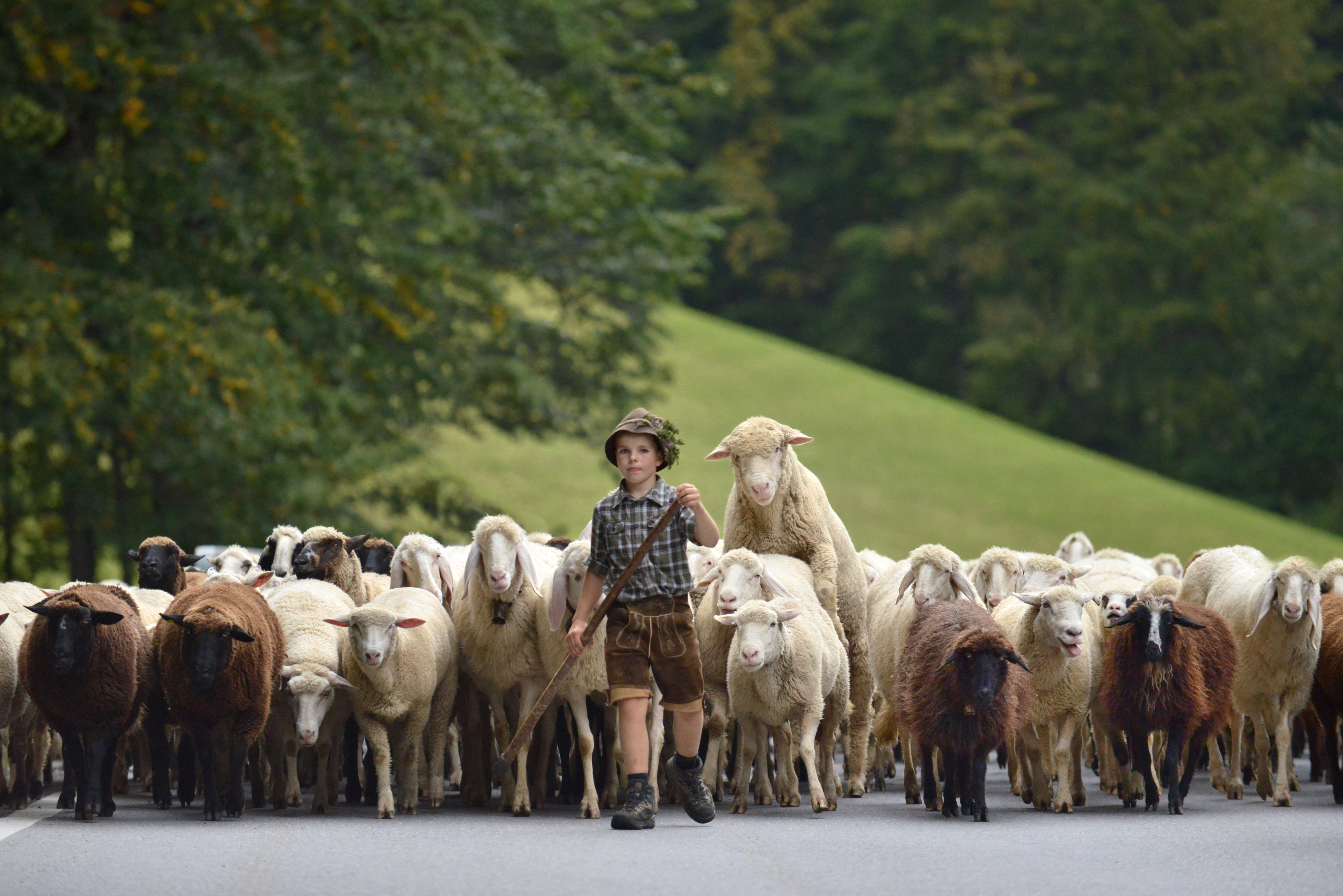
Ein Hirtenjunge führt eine Schafherde beim Almabtrieb

Schon zu biblischer Zeit bestand der Reichtum der Landbewohner in den seinerzeit von frühen Formen der Zivilisation geprägten Regionen der Erde in der Größe ihrer Herden aus Schafen, Rindern und Kamelen. Die Beweidung durch wildlebende oder domestizierte pflanzenfressende Herdentiere führte in Vegetationszonen mit Wald als potenzieller natürlicher Vegetation zur Entstehung des Biotoptyps der Offenlandschaft. Zur Protektion der Herdentiere gegenüber Wildtieren oder Umwelteinflüssen wurde der Herdenschutz entwickelt.

## Beweidung durch Herdentiere
In verschiedenen Wirtschaftsformen wie der Weidewirtschaft, Almwirtschaft und Fernweidewirtschaft macht sich der Mensch das durch den Sozialinstinkt dieser Tiere bedingte Herdenverhalten zunutze, um die Tiere gemeinsam in Herden zu halten, zu züchten und die gemeinsamen Wanderungen von einem Weidegrund zum nächsten oder auch zurück zu den Stallungen zu lenken. Bei zu großen Herden oder zu langem Aufenthalt im selben Weidegebiet besteht die Gefahr der Überweidung.
Zum Schutz wie auch der Bewegung von Herden, insbesondere von Schafen, werden auch Hütehunde verwendet.